# Kronologija ustaških zločina 1942.
Nezavisna Država Hrvatska (1941. – 1945.) proglašena je 10. travnja 1941. nakon ulaska njemačkih okupacijskih postrojbi u Zagreb. Tijekom prve godine postojanja NDH počinjeni su neki od najmasovnijih zločina ustaša nad srpskim, židovskim i romskim civilima i komunistima, među kojima je najviše bilo pripadnika hrvatskog naroda.
Ideologija ustaškog pokreta bila je temeljena na rasističkoj i ekstremno nacionalističkoj politici, po uzoru na fašističke pokrete u Europi, osobito one najutjecajnije - u Italiji i Njemačkoj, na osnovu čega se ovaj pokret ubraja među fašističke pokrete. Osnovna tendencija ustaške politike ticala se stvaranja etnički homogenog prostora u kome neće biti mjesta za pripadnike srpskog, židovskog i romskog naroda, kao i za političke neistomišljenike, osobito kada je riječ o komunistima. Ovakva politika rezultirala je masovnim uništavanjem srpskog, židovskog i romskog stanovništva, kao i svih političkih protivnika bez obzira na etničko podrijetlo. Ovakva praksa bila je karakteristična za sve dijelove NDH.
Izbijanjem partizanskog ustanka tijekom 1941. u Hrvatskoj i Bosni i Hercegovini, smanjen je intenzitet ustaških zločina u pojedinim regijama na području NDH. Boljom organizacijom partizanskog pokreta i masovnijim priljevom boraca omogućen je aktivniji otpor fašističkim formacijama i stvaranje slobodnih teritorija. Ustaše sada moraju angažirati velike snage kako bi prodrli u srpska naselja, dok im je tijekom ljeta 1941. polazilo za rukom da sa manjim snagama pohvataju velik broj stanovnika koje bi potom likvidirali. Međutim, u pojedinim regijama u kojima su uvjeti organiziranja antifašističke borbe bili otežani (Srijem, Slavonija, gradska naselja, itd.) ili u regijama koje su bile izložene ofenzivama ustaških i njemačkih snaga (Kozara, Kordun, Fruška gora, itd.) zabilježeni su masovni zločini i masovne deportacije lokalnog stanovništva u logore, što je podrazumijevalo izuzetno visoke ljudske gubitke. Također, tijekom 1942. zapaža se masovnije uništavanje romskog stanovništva nego prethodne godine. Ovo se odnosi na kolektivne deportacije romskih zajednica u logor Jasenovac. Isto tako, tijekom 1942. učestale su kolektivne deportacije stanovništva srpskih sela Bosanske krajine, Slavonije i dijela Banije, kao i masovne deportacije iz drugih regija u logor Jasenovac, a nastavljene su i deportacije židovskog stanovništva u logore, kao i prethodne godine.
Pojedine regije nastanjene srpskim stanovništvom, prije svega u Bosni, bile su 1942. pošteđene ustaških pokolja i masovnijih deportacija u logore zahvaljujući sporazumima o suradnji sa organima NDH s lokalnim četničkim odredima. Ipak, ovi sporazumi, kao i neposredna suradnja četnika s NDH, omogućili su oružanim formacijama NDH da se više usredotoče na područja pod kontrolom partizana, što je rezultiralo masovnim stradanjima civilnog stanovništva i boraca NOVJ.

## Siječanj 1942.
- početak siječnja 1942: Osnivanje logora Stara Gradiška, kao petog podlogora logora Jasenovac.[1] Prema poimeničnom popisu žrtava KCL Jasenovac, Spomen-područja Jasenovac, koji obuhvaća istraživanja do 31. kolovoza 2007. godine, utvrđena su imena i podaci za 12790 osoba ubijenih u ustaškom logoru u Staroj Gradiški. Ovaj broj nije konačan.[2]

- 1-3. siječnja 1942: Jedna od masovnih likvidacija u logoru Jasenovac koju je moguće kronološki locirati i strukturirati na osnovu svjedočenja nekoliko preživjelih logoraša. Prema svjedočenju više logoraša, tih dana je u logoru ubijeno oko 262 zatočenika srpske nacionalnosti. Među ubijenima nalazio se i veći broj stanovnika Sarajeva, dotjeranih u logor 24. prosinca, kao i određeni broj stanovnika Pakraca i okolnih sela, dotjeranih u logor 25. prosinca 1941. Najodgovorniji za ovaj zločin bio je upravnik logora Vjekoslav Maks Luburić koji je odabrao logoraše koji će biti ubijeni.[3]

- 1-6. siječnja 1942: Ubojstvo 36 romskih i srpskih stanovnika sela Skakavac, između Karlovca i Lasinje. Većina ubijenih bili su Romi. Među ubijenima bilo je 19 djece. Zločin je počinjen u dva navrata, u vrijeme ustaško-domobranske ofenzive na slobodni teritorij Korduna, iako je Skakavac kao hrvatsko selo bio izvan područja napada. Najprije je 1. siječnja u samom selu ubijena jedna grupa lica, da bi 6. siječnja u Domačaj lugu pokraj Skakavca bio izvršen zločin nad ostatkom žrtava. Objavljeni su poimenični podaci o stradalima. U Domačaj Lugu ukupno Skakavac početkom siječnja uhićen je veći broj ljudi, oba spola i svih uzrasta u selima između Karlovca i Vrginmosta. U Trebinji je uhapšena 21 osoba, u Popović Brdu 45, u okolici Skakavca 39, u Lipju 42 osobe, u Slunjskim Moravcima 17, u Banskim Moravcima 21, te još nekoliko desetina ljudi u okolnim selima, odnosno ukupno 218 osoba. Među ubijenima je bilo 112 muškaraca i 106 žena, od čega 94 djece do 15 godina starosti. U šumi Domačaj lug, kilometar od sabirališta u Skakavcu ubijeno je 145 ljudi. Izdvojene su žrtve iz sela Lipje i dijela Skakavca, koje su utrpane u kamione i otpremljene u Lipje, na drugo stratište, u šumu Lipjansko mlađe. Tu su pogubljene još 73 žrtve (Srbi iz sela Lipje, njih 42 ili 43 i Romi iz naselja Pištac i Glavica). Objavljeni su poimenični podaci o stradalima.[4][5]

- 6. siječnja 1942: Pripadnici 5. i 6. ustaške bojne, stacionirani u Dvoru na Uni i Bosanskom Novom izvršili su upad u selo Matijevići, nedaleko od Dvora. Pohvatano je 115 stanovnika sela i odvedeno u ustaški zatvor u Dvoru. U tijeku hvatanja ubijeno je 7, a u Dvoru još 5 muškaraca i žena. Nakon 15 dana uhićenici su deportirani u logore Jasenovac i Stara Gradiška, gdje su većinom ubijeni.[6]

- 6.-7. siječnja 1942: Pokolj nad srpskim stanovništvom u selima Šipovica i Pridvorica u Gornjem Borču (mikroregija između Gacka i Kalinovika, u gornjem toku Neretve). Najprije su 6. siječnja poklani članovi obitelji Lero u Šipovici (15 članova porodice), da bi sutradan, 7. siječnja, bili ubijeni članovi 15 obitelji u Pridvorici (ukupno 147 lica). U Pridvorici su najprije zaklani muškarci, a njihove žene i djeca su potom živi spaljeni. Obljavljeni su poimenični podaci o stradalima. Snažno ustaško uporište u Gornjem Borču neutralizirale su snage NOVJ 17.-18. travnja 1942., tako da do kraja rata na ovom prostoru nije bilo ustaškog uporišta.[7]

- 6.-15. siječnja 1942: Stradanje 58 stanovnika sela Pješćanica pokraj Vrginmosta. Stradali stanovnici ubijeni su u selu, tijekom nekoliko dana siječnja 1942., a selo je opljačkano i spaljeno. Među ubijenima je 11 djece. Obljavljeni su poimenični podaci o stradalima.[8][9]

- 10. siječnja 1942: Ubojstvo 43 stanovnika sela Donja Čemernica, pokraj Vrginmosta, u logoru Jasenovac. Među ubijenima bilo je 21 dijete. Tijekom siječnja 1942. stradalo je ukupno 54 stanovnika Donje Čemernice. Selo je imalo velika stradanja i prethodne godine, kada su ustaše 3. kolovoza 1941, u glinskoj crkvi ubili 130 muškaraca iz ovom mjesta. Objavljeni su poimenični podaci o stradalima.[10][11]

- 10. siječnja 1942: Uhićenje 2 komunista i 5 simpatizera NOP-a hrvatske nacionalnosti u selu Šemovac pokraj Đurđevca. Objavljena su imena uhićenih lica. Neki od njih su kasnije sprovedeni u logore.[12]

- 13-14. siječnja 1942: Ubojstvo oko 200 srpskih muškaraca iz sela Kometnik i susjednog zaseoka Dobrić nedaleko od Voćina (kotar Podravska Slatina). Počinitelji zločina bili su ustaše iz Podravske Slatine i drugih dijelova Slavonije. Ovaj zločin predstavlja jedan od prvih masovnih zločina ustaša nad cjelokupnim stanovništvom nekog seoskog naselja u Slavoniji. Na licu mjesta, u selu Kometnik, ubijeno je oko 28 stanovnika, dok su ostali stanovnici deportirani van sela. Muškarci iz Kometnika i Dobrića (174 iz prvog i 32 iz drugog sela) otjerani su u improvizirani zatvor u Voćinu, dok su žene sa djecom (spominje se brojka od 190) odvedene u Zdence, selo između Podravske Slatine i Našica, gdje su izolirani u privremenom logoru. U podrumu voćinskog zatvora od nedostatka zraka ugušilo oko 25 zatočenika, dok su ostali ubijeni iz pušaka 14. siječnja 1942. godine. Desetak muškaraca nije ubijeno jer su ostavljeni da pokapaju mrtve. Prema podacima Zemaljske komisije za utvrđivanje zločina okupatora i njegovih pomagača utvrđena su imena 175 stradalih stanovnika Kometnika 13-14. siječnja 1942. Ovaj spisak nije konačan. Zatočene žene sa djecom su nakon određenog vremena puštene iz privremenog logora u Zdencima i vraćene su kućama.[13]

- 14. siječnja 1942: Pokolj u Drakseniću pokraj Bosanske Dubice. Ustaše i pripadnici Hrvatskog domobranstva 14. siječnja 1942., u sklopu napada na Donju Gradinu i Draksenić, ubili su 207 stanovnika srpskog sela Draksenić, mahom žena i djece. Ustaše su ubili oko 130, a domobrani oko 70 stanovnika sela. Najveći broj stradalih je ubijen u seoskoj pravoslavnoj crkvi. Pokolj u crkvi preživjele su Anka Pavković i Mara Blagojević koje su bile teže ranjene hladnim oružjem. Objavljeni su poimenični podaci o stradalima. Tijekom Drugog svjetskog rata život je izgubilo 896 stanovnika Draksenića.[14][15]

- 14. siječnja 1942: Ubojstvo 48 stanovnika sela Bukovica pokraj Vrginmosta. Ubojstva su izvršena u selu i u šumi Gominac. Među ubijenima bilo je 15 djece. Prethodno je 5. siječnja ubijeno 7 stanovnika sela, a kasnije, 20. siječnja 1942., u logoru Jasenovac ubijeno je još 18 stanovnika Bukovice. Ukupno je tijekom siječnja 1942. stradalo 18 djece iz Bukovice. Prethodne godine, 3. kolovoza 1941., u glinskoj crkvi ubijeno je 85 odraslih muškaraca iz sela. Objavljeni su poimenični podaci o stradalima.[16][17]

- 14. siječnja 1942: Strijeljanje 5 komunista, zatočenika ustaškog zatvora u Zagrebu.[18]

- 17. siječnja 1942: Strijeljanje 20 komunista i aktivista NOP-a, srpske i hrvatske nacionalnosti, na Dudiku u Vukovaru. Strijeljana lica bila su iz Bršadina, Negoslavaca i Borova Naselja. Objavljeni su poimenični podaci o stradalima.[19]

- 19. siječnja 1942: Ubojstvo 3 pripadnika NOP-a hrvatske nacionalnosti u selu Greda pokraj Siska. Objavljena su imena stradalih.[20]

- 20. siječnja 1942: Strijeljanje 14 komunista, aktivista i simpatizera NOP-a iz Stare Pazove, slovačke i srpske nacionalnosti, na Dudiku u Vukovaru. Ova lica su, uz veći broj drugih stanovnika Stare Pazove, uhapšena 17. studenog 1941. Jedan broj uhićenika je pušten. Među uhićenima bio je i komunist Janko Čmelnik, kasnije proglašen za narodnog heroja, koji je strijeljan 12. svibnja 1942. u Sremskoj Mitrovici.[21]

- 20. siječnja 1942: Jedna od masovnih likvidacija u logoru Jasenovac koju je moguće kronološki locirati i strukturirati na osnovu svjedočenja nekoliko preživjelih logoraša. Prema svjedočenju više logoraša, toga dana je u logoru ubijeno oko 120 zatočenika koji su se kao bolesnici nalazili u improviziranoj logorskoj bolnici. Najodgovorniji za ovaj zločin bio je upravnik logora Vjekoslav Maks Luburić.[22]

- 20.-21. siječnja 1942: Ubojstvo 102 stanovnika sela Batinova Kosa pokraj Vrginmosta. Od ovog broja stradalih, 20. siječnja 1941. u Ratkovića Strani u selu Čemernica, ubijeno je 74 stanovnika Batinove Kose, mahom žena i djece. Ostatak stradalih ubijen je u selu Batinova Kosa, 21. siječnja. Među žrtvama pokolja 20-21. siječnja, bilo je 32 djece. Selo je spaljeno. Objavljeni su poimenični podaci o stradalima.[23][24]

- 20.-21. siječnja 1942: Stradanje srpskog stanovništva na području Donjeg Borča (sela u gornjem toku Neretve: Kruščica, Pločnik, Presedovac, Porija, Obrnja, na lijevoj obali Neretve i Krupac, Dubrava, Trnovica, Mekoči, Cerova, Rastovac i Klinja, na desnoj obali rijeke). U literaturi se spominje stradanje 49 lica (13 staraca, 24 žene i 12 djece). Stradanje bi bilo veće da nije došlo do evakuacije stanovništva u sela pod partizanskom kontrolom. Sva ova naselja su opljačkana i spaljena.[25]

- 22.-30. siječnja 1942: Ofenziva ustaško-domobranskih snaga i oružništva (žandarmerije) NDH na slobodni teritorij između Kostajnice i Petrinje na Baniji. Ovim snagama zapovijedao je pukovnik Ivan Mrak. Ubojstva, uhićenja, pljačke i paljenje izvršeni su u sljedećim selima: Svinjica, Staro Selo, Jabukovac, Mlinoge, Jošavica, Komogovina. Na osnovu raspoloživih podataka nije moguće rekonstruirati broj ubijenih stanovnika ovih sela. Većina stanovnika uspjela je pobjeći na Šamaricu uoči i za vrijeme napada.[26] Prema podacima NDH provenijencije u ovom razdoblju ustaše su opljačkali i popalili Komogovinu, Zrilić, Gornju Pastušu, Donju Pastušu i Rakovac, pobivši prema vlastitom priznanju "70-100" žena, djece i staraca iz tih sela.[27]

- 24.-30. siječnja 1942: Prema izvještaju ustaškog Zapovjedništva vojne krajine iz Sarajeva, u logor Jasenovac je od 24. do 20. siječnja 1942. upućeno 185 Srba s područja Višegrada, Čajniča i Rogatice.[28]

- 25. siječnja 1942: Ustaše i pripadici oružništva (žandarmerije) NDH zapalili polovinu sela Obljaj (kotar Glina) i nekoliko zaselaka susjednog sela Bosanska Bojna. Lokalno stanovništvo na vrijeme se povuklo koristeći zaštitu partizana. Toga dana neutralizirana je oružnička postaja u Obljaju.[29]

- 25. siječnja 1942: U ustaški zatvor u Zagrebu sprovedena 3 komunista hrvatskog porijekla uhvaćena u blizini Siska. Dvojica su kasnije sprovedena u logor Jasenovac gdje su ubijeni.[30]

- 29.-30. siječnja 1942: Pokolj nad stanovništvom sela Šegestin, Oraovica i Draškovac pokraj Dvora na Uni, bez obzira na starost i spol. Zločin se dogodio u selu Šegestin. Pokolj su izvršili ustaše iz sela Zrin, Divuša, Unčani i Struga Banska, pokraj Dvora i pripadnici ustaške bojne pod zapovjedništvom pukovnika Narcisa Jaszenskog. Postoje različiti podaci o broju stradalih. Jedni izvori navode 189 žrtava, a drugi izvori ističu 273 stradala stanovnika ovih sela, pri čemu se navodi da je ubijeno 84 stanovnika Šegestina (38 djece, 26 žena i 23 muškarca), dok se za ostatak žrtava navodi da su bili iz Oraovice i Draškovca. Sva tri sela su opljačkana i spaljena.[31][32]

## Veljača 1942.
- 3.-4. veljače 1942: Stradanja stanovništva sela Piskavica, između Banja Luke i Prijedora. Pokolj je izvršen u zaseoku Miloševići gdje je ubijeno 54 stanovnika, bez obzira na pol i starost, od kojih je 17 spaljeno u kući Jovana Miloševića. Među ubijenima bilo je 23 djece. Objavljeni su poimenični podaci o stradalima.[33]

- 7. veljače 1942: Masovni pokolj nad srpskim stanovništvom u naseljima nedaleko od Banja Luke: rudnik Rakovac, Drakulić, Motike, Šargovac. Najprije je u rudniku Rakovac ubijeno 37 rudara srpske nacionalnosti, a potom u selu Drakulić ubijeno je hladnim oružjem i tupim predmetima, kako se ističe u literaturi, oko 1430 lokalnih Srba, bez obzira na starost i spol. Isti postupak počinjen je i u obližnjim Motikama, gdje je ubijeno 672 lica, i Šargovcu, gdje je ubijeno 114 lica. Ukupno je u ova četiri naselja ubijeno oko 2216 lica.[34] Tijekom 1982. objavljeni su poimenični podaci za 1038 stradalih stanovnika Drakulića, 54 stradala stanovnika Motika i 87 stradalih stanovnika Šargovca.[35] Zločin su izvršili ustaše iz Banja Luke i okolnih naselja, predvođene fratrom Vjekoslavom Filipovićem (Miroslavom Majstorovićem), koji je osobno sudjelovao u ubijanju, dok je najodgovorniji za organiziranje zločina bio Viktor Gutić, veliki župan i stožernik Ustaškog stožera Sana i Luka.

- 12. veljače 1942: Transport 17 Židova iz Zagreba u logor Jasenovac. Objavljena su imena transportiranih lica.[36]

- sredina veljače 1942: Transport 94 lica židovske nacionalnosti, stanovnika grada Zenice u logor Jasenovac i logor Stara Gradiška. Transportirani su židovske žene, djeca, starci i manji broj odraslih muškaraca (većina odraslih židovskih muškaraca iz Zenice transportirani su u logor Jasenovac 20. rujna 1941). Zeničke žene i najmlađa djeca otpremljeni su u logor Stara Gradiška, a ubrzo potom iz Stare Gradiške transportirani su u logor Đakovo, gdje su svi stradali.[37]

- sredina veljače 1942: Transport većeg broja židovskih stanovnika Visokog u ustaške logore. Transportirani su židovske žene, djeca i starci. Većina židovskih muškaraca iz Visokog transportirana je u logor Jasenovac 30. listopada 1941). Od predratnih 199 Jevreja u Visokom rat je preživjelo samo 18 osoba. Realno je pretpostaviti da je u veljači 1942. u logor internirano nešto više od 100 lica.[38]

## Ožujak 1942.
- 1. ožujka 1942: Uhićenje većeg broja stanovnika srpskog sela Benkovac pokraj Okučana, u kotaru Nova Gradiška.[39]

- 3.-4. ožujka 1942: Stradanje stanovništva sela Crnaja, zapadno od Cazina. Zločin su izvršili ustaše i pripadnici Muslimanske milicije iz sela Šturlić. Selo je opljačkano i spaljeno, dio stanovništva pobijen,a veći dio stanovništva je izbjegao na Kordun. Ovo selo do tada je bilo pošteđeno većih stradanja zbog spremnosti lokalnog stanovništva da pristupi ustanku. Prema objavljenim podacima, selo Crnaja je tijekom 1942. imalo 77 žrtava fašističkog terora. Znatan broj od ovih 77 stradao je početkom ožujka 1942. Selo je ukupno imalo 161 žrtvu fašističkog terora tijekom rata.[40]

- 4. ožujka 1942: Napad ustaško-domobranskih snaga (4. posadni ustaško-domobranski zdrug pod zapovjedništvom pukovnika Ivana Mraka) na selo Dragotina, istočno od Gline. Prema izvorima partizanske provenijencije toga dana u Dragotini ubijeno je oko 50 stanovnika.[41]

- sredina ožujka 1942: Kolektivna deportacija romskog stanovništva iz okoline Virovitice u logor Jasenovac, bez obzira na starost i spol. Iz naselja Lješčare odvedeno je oko 140, a iz Špišić Bukovice oko 40 osoba. Niko od njih nije preživio rat.[42]

- 21.-22. ožujka 1942: Ubojstvo 72 stanovnika sela Komesarac pokraj Cetingrada (kotar Slunj). Među ubijenima bilo je 41 dijete. Zločin je izvršen na nekoliko lokacija u selu i okolini. Objavljeni su poimenični podaci o stradalima.[43]

- 23. ožujka 1942: Ubojstvo 40 stanovnika sela Brezovac, nedaleko od Rakovice (kotar Slunj). Većina stanovnika zaklana je u Brezovcu,a jedan dio je ubijen u Furjanu. Među ubijenima bilo je 14 djece. Selo Brezovac je tijekom Drugog svjetskog rata imalo 69 žrtava fašističkog terora, pri čemu su ustaše pobili većinu stradalih. Objavljeni su poimenični podaci o stradalima.[44]

- 23. ožujka 1942: Ubojstvo 52 srpska stanovnika sela Furjan pokraj Slunja. Zločin se dogodio u selu Furjan. Među ubijenima bilo je 23 djece. Selo Furjan imalo je ukupno 122 žrtve fašističkog terora, pri čemu su većinu žrtava ubili ustaše. Objavljeni su poimenični podaci o stradalima.[45]

- 23. ožujka 1942: Ubojstvo komunisticeNade Dimić u logoru Stara Gradiška. Nada Dimić je kasnije proglašena za narodnu heroinu. Uhićena je 4. prosinca 1941. Mučena je u ustaškom zatvoru i logoru.[46]

- 23. ožujka 1942: Jedna od masovnih likvidacija u logoru Jasenovac koju je moguće kronološki locirati i strukturirati na osnovu svjedočenja nekoliko preživjelih logoraša. Prema svjedočenju više logoraša, toga dana je u logoru ubijeno 50-60 zatočenika koji su se kao bolesnici nalazili u improviziranoj logorskoj bolnici. Najodgovorniji za ovaj zločin bio je upravnik logora Vjekoslav Maks Luburić.[22] Drugi izvor navodi da se zločin dogodio 18. ožujka 1942. i da je tada ubijeno 20 bolesnika iz logorske bolnice.[47]

- 25. ožujka 1942: Ubojstvo 13 stanovnika sela Komić pokraj Udbine. Objavljeni su poimenični podaci o stradalima. Krajem godine, 14. prosinca 1942., u Komiću je ubijeno 26 lokalnih stanovnika, bez obzira na starost i spol. Prethodne godine, 1. kolovoza 1941., ubijeno je 19 seoskih muškaraca.[48]

- 28. ožujka 1942: U logor Jasenovac i u logor Stara Gradiška upućeno preko 100 Židova iz Travnika, svih uzrasta i oba spola. Objavljeni su poimenični podaci o 86 deportiranih travničkih Židova, pri čemu njihova djeca u ustaškom dokumentu nisu poimenice navedena.[49]

## Travanj 1942.
- početak travnja 1942: Ubojstvo 20 komunista hrvatskog podrijetla u logoru Stara Gradiška. Komunisti su zatočeni u jednu ćeliju i ubijeni su glađu i žeđu. Zločinom je upravljao Vjekoslav Maks Luburić, koji je tada boravio u Staroj Gradiški. Objavljeni su poimenični podaci o stradalima.[50]

- 2.-3. travnja 1942: U selu Staza pokraj Kostajnice oružništvo (žandarmerija) NDH uhitila 8 muškaraca srpske nacionalnosti pod sumnjom da pomažu NOP. U izvoru se ne navodi daljnja sudbina ovih ljudi.[51]

- 3. travnja 1942: Ubojstvo 93 stanovnika sela Begovo Brdo, pokraj Cetingrada, u kotaru Slunj. Među ubijenima bilo je 39 djece. Zločin nad lokalnim stanovništvom počinjen je u samom selu i na lokalitetu Latićke kod sela Batnoge. Objavljeni su poimenični podaci o stradalima.[52] Prema podacima povjesničara Đure Zatezala ustaše iz Pavelićeve tjelesne bojne pod zapovjedništvom Ante Moškova, ubile su 3. travnja 1942. 121 stanovnika iz Begovog Brda i nekoliko okolnih sela, pri čemu je najveći broj stradalih bio iz Begovog Brda. "Njih 73 su poklali ustaše u šumi Latićkima kod sela Batnoge iskopavši pod batinama zločinaca sami sebi masovnu grobnicu. Istoga dana hvatali su srpske seljake kod njihovih kuća, na njivama i pobili ih 48." U zločinu su sudjelovali i ustaše sa područja Cetingrada i Slunja. Poznata su imena pojedinih počinitelja zločina.[53] Selo je ponovo stradalo 26. travnja 1942. kada su ustaše ubili 22 lokalna stanovnika. Begovo Brdo je imalo ukupno 134 žrtve fašističkog terora i 8 palih boraca.

- 3. travnja 1942: Ubojstvo 9 stanovnika sela Polojski Varoš, pokraj Cetingrada, u kotaru Slunj. Jedan dio žrtava ubijen je na lokalitetu Latićke kod Batnoge. Selo je imalo ukupno 38 žrtava fašističkog terora tijekom rata. Objavljeni su podaci o stradalima.[54]

- 3. travnja 1942: Ubojstvo 15 srpskih stanovnika sela Gornja Žrvnica, pokraj Cetingrada, u kotaru Slunj. Većina ubijenih bili su žene i djeca. Među ubijenima bilo je 5 djece. Zločin je počinjen u selu Gornja Žrvnica. Objavljeni su poimenični podaci o stradalima.[55]

- 3.-4. travnja 1942: Ubojstvo 16 stanovnika sela Samarevci pokraj Cetingrada, u kotaru Slunj. Među ubijenima bilo je 10 djece. Zločin nad lokalnim stanovništvom počinjen je u samom selu. Selo je imalo ukupno 28 žrtava fašističkog terora tokom rata. Objavljeni su poimenični podaci o stradalima.[56]

- 3.-10. travnja 1942: Ubojstvo 11 stanovnika sela Kutanja pokraj Veljuna u šumi Otmić. Objavljeni su podaci o stradalima. Selo Kutanja imalo je 21 žrtvu fašističkog terora, pri čemu su većinu ubili ustaše.[57]

- 5. travnja 1942: Ubojstvo 52 srpska stanovnika sela Snos pokraj Veljuna. Među ubijenima bilo je 19 djece. Većina žrtava ubijena je u selu Snos, a manji dio u okolini. Nedugo zatim, 10. travnja, ubijeno je još 6 stanovnika sela Snos, pretežno u obližnjem selu Rabinja. Snos je tijekom rata imao 85 žrtava fašističkog terora, pri čemu su većinu žrtava ubili ustaše. Objavljeni su poimenični podaci o stradalima.[58]

- 10. travnja 1942: Stradanje 220 stanovnika srpskog sela Katinovac pokraj Topuskog, pretežno žena i djece, u vrijeme ustaško-domobranske ofenzive na Petrovu goru. Žrtve su na prijevaru pohvatane, kao sudionici zbjega, od strane ustaša i domobrana i zatim ubijene u selu od strane ustaša. Najveći broj žrtava ubijen je kolektivnim spaljivanjem. Objavljeni su poimenični podaci o stradalima. Selo Katinovac je tijekom Drugog svjetskog rata imalo 411 žrtava fašističkog terora i 50 poginulih partizanskih boraca, dok je 58 stanovnika umrlo od tifusa.[59]

- 10.-11. travnja 1942: Stradanje 13 srpskih stanovnika sela Pašin Potok pokraj Cetingrada, u kotaru Slunj. Selo je imalo ukupno 83 žrtve fašističkog terora. Tijekom 1942. u logoru Stara Gradiška stradao je 21 stanovnik Pašinog Potoka. Objavljeni su poimenični podaci o stradalima.[60]

- 14.-15. travnja 1942: Kolektivna deportacija stanovnika srpskog sela Mlaka pokraj Jasenovca, bez obzira na starost i spol, u logor Jasenovac. U noći 13.-14. travnja 1942. uhićeno je gotovo cjelokupno stanovništvo sela, najmanje oko 1.100 ljudi. Zarobljavanje je izbjeglo samo 18 stanovnika koji su se uspjeli sakriti. Iste večeri u selu su ubijena 24 muškaraca. Nedugo nakon deportacije u Jasenovac, stanovnici Mlake su sprovedeni u logor u Staroj Gradiški, gdje je izvršena njihova selekcija. Oni koji su bili sposobni za rad deportirani su u njemačke logore. Muškarci su 2. svibnja 1942. deportirani u Prihvatni logor Zemun (Staro sajmište). Zatim su u rujnu 1942. prebačeni u obližnji Logor Organizacije Tot na Ušću, da bi u listopadu Dunavom bili deportirani u Njemačku, a zatim u Norvešku, gdje je većina umrla ili ubijena. Dio radno sposobnih žena je također sproveden u njemačke logore. Ostatak stanovništva: žene, djeca i radno nesposobni muškarci ubijeni su u logoru Jasenovac. Objavljeni su poimenični podaci za za 933 stradala stanovnika Mlake u Drugom svjetskom ratu. Od ovog broja 286 su djeca mlađa od 14 godina. Realno je pretpostaviti da ovo nije konačan broj žrtava. Od 161 stanovnika Mlake interniranih u nacističke logore u Norveškoj, u ovim logorima stradalo je 117 lica. Nekoliko dana prije deportacije Mlačana u logore stanovnici susjednog srpskog sela Jablanac Jasenovački izbjegli su preko Save na slobodni teritorij pod kontrolom partizana.[61]

- 15. travnja 1942: Transport 56 muškaraca iz ustaškog zatvora u Banja Luci u logor Jasenovac. Ovi ljudi bili su iz seoskih naselja sa područja Banja Luke, Manjače, Lijevča polja i Prnjavora (sela: Obrovac, Kokori, Ljubačevo, Dobrnja, Slatina, Romanovci, Braniševci, Krupa na Vrbasu, Skakavci, Brezičani).[62]

- sredina travnja 1942: Uhićenje oko 250 stanovnika Sarajeva. Prema svjedočenju preživjelog uhićenika, od ovog broja 2/3 su bili lica srpske, a ostatak hrvatske i bošnjačke nacionalnosti. Od oko 250 uhićenika, oko 180 je ubrzo transportirano u logor Jasenovac, odakle je oko 150 uhićenika 17. svibnja 1942. transportirana u Prihvatni logor Zemun na Starom sajmištu.[63]

- sredina travnja 1942: Kolektivna deportacija romskog stanovništva iz Turanovca i Dugog Sela (kotar Virovitica) u logor Jasenovac. Postojeći podaci govore o deportaciji 44 lica. Svi su stradali u logoru.[42]

- sredina travnja 1942: Sprovođenje u logor Jasenovac 14 stanovnika sela Čečavac pokraj Slavonske Požege. Svi su stradali u logoru. Objavljeni su poimenični podaci o stradalima.[64]

- sredina travnja 1942: Sprovođenje treće grupe Židova iz Zenice u logor Jasenovac. U ovoj grupi nalazilo se 16 muškaraca, žena i djece. Svi su stradali u logoru. Prva grupa zeničkih Židova transportirana je u logor u rujnu 1941., a druga grupa u travnju 1942.[37]

- 16. travnja 1942: Uhićenje 24 lica bošnjačke i 10 lica srpske nacionalnosti u Visokom, "zbog pomaganja partizanima". Uhićenici su transportirani u ustaški zatvor u Sarajevu, a odatle, 10. svibnja 1942., dijelom u logor Jasenovac.[65]

- 18. travnja 1942: Stradanje stanovnika sela Crni Potok pokraj Topuskog. Toga dana ustaše su na prijevaru pohvatali 64 žene i djece iz Crnog Potoka, u zbjegu na Petrovoj gori. Od 64 žrtve, 18 je spaljeno. Tijekom i nakon ustaške ofenzive na Petrovu goru stradalo je 112 stanovnika Crnog potoka. Tijekom Drugog svjetskog rata selo je imalo ukupno 376 ubijenih, poginulih i lica umrlih od tifusa, među kojima je 58 palih boraca. Objavljeni su podaci o stradalima.[66]

- 18. travnja 1942: Masovna uhićenja romskih stanovnika na području Bosiljeva pokraj Duge Rese. Uhićeno je 7 stanovnika sela Bosiljevski Potok, 11 stanovnika sela Otok na Dobri, 7 stanovnika sela Johi, 6 stanovnika sela Podrebar, 3 stanovnika sela Radočaji, 7 stanovnika sela Skoblić Brdo, 5 stanovnika sela Skukani, 7 stanovnika sela Tomašići, 11 stanovnika sela Varoš Bosiljevska. Uhićeni su sprovedeni u logor Jasenovac gdje su ubijeni 8. lipnja 1942.[67]

- 23. travnja - 3. svibnja 1942: Prema podacima Ustaške nadzorne službe od 23. aprila do 3. maja 1942. u kotaru Ludbreg uhvaćeno je 11 komunista, a 1 je ubijen, u kotaru Varaždin uhvaćeno je 7 komunista, a 5 je ubijeno, u kotaru Koprivnica uhvaćeno je 5 komunista, a 3 su ubijena.[68] Ubojstva i uhićenja komunista na području kotara Varaždin odigrala su se u selu Jalkovec.

- 25. travnja 1942: Uhićeno 4 lica hrvatske nacionalnosti u selu Ladešić Draga pokraj Duge Rese. Uhićenici su sprovedeni u logor Stara Gradiška gdje su ubijeni.[69]

- 26. travnja 1942: Ubojstvo 22 stanovnika sela Begovo Brdo, pokraj Cetingrada, u kotaru Slunj. Objavljeni su poimenični podaci o stradalima. Prethodno, 3. travnja 1942., ustaše su ubili 91 stanovnika Begovog Brda.[70]

- 29. travnja 1942: U selu Jalkovec pokraj Varaždina od strane oružništva (žandarmerije) NDH ubijeno 5 komunista, a 6 ih je zarobljeno. Među ubijenima bili su Florijan Bobić i Marija Vidović, kasnije proglašeni za narodne heroje. Sve žrtve bile su hrvatske nacionalnosti.[71]

## Svibanj 1942.
- 1. svibnja 1942: U mjestu Ivanec i okolnim selima u Hrvatskom zagorju pripadnici Ustaške doknadne bojne ubile jednog komunista, ranile drugog komunista i uhitili 13 osoba za koje se navodi da su "poznati komunisti". Sva osobe bile su hrvatske nacionalnosti, osim jednoga. U izvoru nije navedena daljnja sudbina ovih osoba.[72]

- 3.-5. svibnja 1942: Ubojstvo 16 srpskih muškaraca u selu Rabinja pokraj Veljuna. Objavljeni su poimenični podaci o stradalima.[73]

- 5. svibnja 1942: Masovna uhićenja romskog stanovništva na području Duge Rese. Toga dana ustaše su uhitili 15 romskih stanovnika Carevog Sela pokraj Barilovića (među uhićenima je bilo 6 djece, 5 žena i 4 odrasla muškarca), 4 romska stanovnika Koranskog Brega i 40 stanovnika Mrežničkog Briga. Svi su pobijeni u logoru Jasenovac tijekom 1942. Objavljena su imena stradalih[74]

- 6. svibnja 1942: Stradanje Židova u gradu Vlasenici. Zločin je izvršila ustaška Crna legija na lokalitetu Ružina Voda, između Vlasenice i Han Pijeska. U dostupnoj literaturi ne navodi se broj ubijenih vlaseničkih Židova u ovim okolnostima.[75]

- 6.-8. svibnja 1942: Uhićenje komunista i naoružanih "vojnih bjegunaca" u selu Poznanovec pokraj Zlatara u Hrvatskom zagorju. Uhićeno je 18 lica, a jedno lice, za koga se navodi da je "vojni bjegunac", je ubijeno. Među uhićenima, 15 su bili stanovnici Poznanovca, a 3 Gornje Bedekovčine. Svi su bili hrvatske nacionalnosti. Uhćenja i ubojstva izvršili su pripadnici oružništva NDH. Uhićenici su bili prebačeni u ustaški zatvor u Zagrebu. U izvoru nije navedena daljnja sudbina ovih lica.[76]

- 8. svibnja 1942: Kolektivna deportacija srpskog stanovništva mjesta Jasenovac i Uštica u logor Jasenovac. Prilikom uhićivanja ubijeno je nekoliko osoba. Uhićeno je više stotina osoba. Prema svjedočenjima preživjelih, sutradan, 9. svibnja, uhićene žene i djeca iz jasenovačkog logora deportirani su u logor Stara Gradiška. Iz Prihvatnog logora na Starom sajmištu, 27. svibnja 1942. oslobođeno je 19 zatočenih stanovnika Jasenovca i Uštice, koji su prethodno transportirani u ovaj logor iz logora Jasenovac.[77] Većina uhićenih je stradala u ustaškim logorima, dok je određen broj radno sposobnih muškaraca i žena transportiran u njemačke logore. Tijekom Drugog svjetskog rata stradalo je 367 stanovnika mjesta Jasenovac kao žrtve fašističkog terora.[2]

- 8. svibnja 1942: Uhićenje 32 romska stanovnika sela Ponorac pokraj Duge Rese. Uhićenici su transportirani u logor Jasenovac gdje su ubijeni. Objavljeni su poimenični podaci o stradalima.[78]

- 9. svibnja 1942: Uhićenje poznatog hrvatskog ljevičara i HSS-ovca, Mihovila Pavleka Miškine u selu Đelekovec pokraj Koprivnice.[79] Miiškina je već sutradan sproveden u ustaški logor. Ubijen je najvjerovatnije u srpnju 1942., ali ostaje nepoznanica je li se to dogodilo u logoru Stara Gradiška ili u logoru Jasenovac. Miškina je bio uhićivan i prethodne 1941. godine.

- 10. svibnja 1942: Ubojstvo 27 stanovnika sela Poljani smještenog nedaleko od Topsukog. Žrtve su ubijene na Petrovoj gori, u zbjegu. Objavljeni su poimenični podaci o stradalima.[80]

- 10. svibnja 1942: Ubojstvo 17 stanovnika srpskog sela Udbinja pokraj Skakavca, na Kordunu, na stratištu Domačaj lug, nedaleko od Skakavca.[5]

- 11. svibnja 1942: Ubojstvo 111 mještana sela Pecka, smještenog između Vrginmosta i Velike Kladuše, na Kordunu. Zločin se dogodio na Petrovoj gori u vrijeme ustaško-domobranske ofenzive. Većina ubijenih bili su žene i djeca. Prethodno, 3. kolovoza 1941., ustaše su ubili 56, a 13.-17. rujna 1941. još 43 stanovnika. Selo je imalo ukupno 333 stradalih tijekom rata, od čega 289 žrtava fašističkog terora. Objavljeni su poimenični podaci o stradalima.[81]

- 12. svibnja 1942: Ubojstvo 33 stanovnika sela Malička, pokraj Vrginmosta, na Kordunu. Zločin se dogodio na Petrovoj gori u vrijeme ustaško-domobranske ofenzive. Većina ubijenih bili su žene i djeca. Selo je imalo ukupno 87 žrtava fašističkog terora tijekom rata. Objavljeni su poimenični podaci o stradalima.[82]

- 12. svibnja 1942: Ubojstvo 215 stanovnika sela Perna, pokraj Vrginmosta, na Kordunu. Zločin se dogodio na Petrovoj gori u vrijeme ustaško-domobranske ofenzive. Većina ubijenih bili su žene i djeca. Selo je imalo ukupno 388 žrtava fašističkog terora tijekom rata, od čega 170 djece. Ako uračunamo poginule partizanske borce i umrle od tifusa u zbjegu, onda je selo imalo 572 stradalih stanovnika. Objavljeni su poimenični podaci o stradalima.[83]

- 14.-15. svibnja 1942: Deportacija u logor Jasenovac i logor Stara Gradiška oko 1.800 pretežno žena, djece i staraca, iz zbjega na Petrovoj gori, koji su se počev od 14. svibnja 1942. predali ustašama. Većina ovih ljudi nije preživjela rat. Iz sela Vojišnica je u logorima NDH i na raznim stratištima nakon 14. svibnja 1942. stradala je 121 osoba, od čega 66 djece.[84] Prema svjedočenju 19 preživjelih zatočenika logora Jasenovac sa područja kotara Vojnić moguće je kronološki locirati deportaciju uhvaćenih stanovnika Korduna u logore. Jedan dio radno sposobnih muškaraca i žena transportiran je od 19. svibnja 1942. u njemačke logore, uključujući Prihvatni logor Zemun, ali i logore u Njemačkoj i Norveškoj, gdje su mnogi ubijeni ili umrli. Manji broj logoraša (19 spomenutih svjedoka) oslobođen je krajem svibnja 1942. iz Prihvatnog logora Zemun i prebačen je u Srbiju.[85]

- sredina svibnja 1942: "Prije rata u Zvorniku je bilo oko 118 Židova. U svibnju 1942. tadašnji zapovjednik mjesta Ljubomir Vujina, ustaški natporučnik, rodom iz Sarajeva, sa ostalim ustašama pohvatao je sve Židove iz Zvornika, odveo ih u Šabac i predao Nijemcima, koji su ih odveli u logor Banjicu."[86]

- 17. svibnja 1942: Deportacija 770 stanovnika sela Kinjačka, Bestrma i Blinjski Kut u logor Jasenovac. Sela se nalaze na Baniji, između Sunje i Siska. Ovaj broj proizilazi iz izvještaja 1. domobranskog zbora Glavnom stožeru Ministarstva domobranstva NDH, u kome se ističe da je među deportiranima bilo 210 muškaraca i 560 žena i djece. Iz izvještaja se može naslutiti da su deportaciju izvršili pripadnici Hrvatskog domobranstva. Sela su opljačkana.[87]

- 19.-20. svibnja 1942: Kolektivno uhićenje srpskih stanovnika sela Bodegraje i Lađevci pokraj Okučana u kotaru Nova Gradiška. Tijekom rata ustaše su u logore odveli 100 stanovnika Lađevaca i 133 stanovnika Bodegraja. Od ovog broja poimenice je poznato 98 stanovnika Lađevca i 98 stanovnika Bodegraja koji su stradali u logorima Jasenovac i Stara Gradiška. Poznati su podaci za stanovnike pojedinih naselja koji su stradali u ovim okolnostima. [88]

- 20. svibnja 1942: Kolektivno uhićenje srpskih stanovnika sela Rađenovci, Rajičići i Milisavci (kotar Novska) i Alavuke (kotar Pakrac). Uhićeni stanovnici ovih srpskih sela deportirani su u logor Stara Gradiška (na putu do Gradiške ubijeno je sedam mještana Milisavaca), gdje su neki ubijeni, da bi zatim jednim dijelom bili deportirani u logor Jasenovac, gdje će također znatno stradati. Jedan dio seljana je prošao i kroz njemačke logore. Tijekom rata stradalo je 97 stanovnika Milisavaca, 211 stanovnika Rajičića i 209 stanovnika Rađenovaca.[89]

- 20. svibnja 1942: Strijeljanje 2 pripadnika NOP-a u Zagrebu.[90]

- 28. svibnja 1942: Prema dopisu ustaškog redarstva iz Zagreba upravi logora Jasenovac, iz okolice Zagreba u logor je deportirano 69 romskih muškaraca i mladića. U dokumentu su navedeni poimenični podaci o deportiranima. U dokumentu se ne spominju žene i djeca ovih lica iako postoji velika vjerojatnost da su pripadnici ustaškog redarstva izvršili kolektivnu deportaciju romskih obitelji u logor, što je bila praksa koju su upražnjavali posebice tijekom 1942. godine.[91]

- 28. svibnja 1942: Uhićenje 6 romskih stanovnika sela Jakovci Netretićki, 8 romskih stanovnika sela Kolenovac, 11 romskih stanovnika sela Ladešić Draga, 4 romska stanovnika sela Veliki Modruš Potok pokraj Duge Rese. Uhićenici su deportirani u logor Jasenovac gdje su pobijeni. Objavljeni su poimenični podaci o stradalima.[92]

- kraj svibnja 1942: Krajem travnja 1942. započela je izgradnja sabirnog logora za Židove u Osijeku, po nalogu Ustaške nadzorne službe. Logor je poznat pod nazivom Logor Tenja i nalazio se između Osijeka i obližnjeg mjesta Tenja. Prvi osječki Židovi izolirani su u logoru krajem svibnja 1942. (prethodno, u ljeto 1941., oko 500 osječkih židovskih muškaraca transportirano je za Liku i pobijeno je u logoru Jadovno). Početkom srpnja u logoru je boravilo oko 2000 osječkih Židova i oko 500 Židova deportiranih s područja Donjeg Miholjca, Valpova, Podravske Slatine i Virovitice. Židovi iz okolnih gradova bili su deportirani u logor od sredine lipnja. Logor su osiguravali pripadnici osječke ustaške pripremne bojne. Jedan dio osječkih Židova bio je izoliran na još dvije lokacije u gradu. Prvi transport logoraša za Auschwitz krenuo je 15. kolovoza s oko 1.000 logoraša (pretežno djece), a drugi transport je krenuo 22. kolovoza (ostatak logoraša, oko 1.800 osoba). Rat je preživjelo svega nekoliko deportiranih.[93] Jedan dio logoraša sabirnog logora u Tenji (pretežno starija, bolesna i iznemogla lica, nesposobna za rad) ubijen je u logoru Jasenovac, tijekom kolovoza 1942. godine.[94]

## Lipanj 1942.
- početak lipnja 1942: Uhićenje oko 400 Roma iz Zemuna i okoline i njihova deportacija u logor Jasenovac. Uhićenje su izvršili pripadnici Hrvatskog domobranstva.[95]

- početak lipnja 1942: Sa područja kotara Županja u logor Jasenovac, kako se ističe u izvještaju ustaškog redarstva iz Županje, upućeno "preko 2000" Roma (ili "83 vagona" Roma). Izvještaj je datiran na  5. lipnja 1942., što znači da se deportacija odvijala početkom lipnja. U izvještaju se spominju uhićeni Romi iz sela Vrbanja, Bošnjaci i Drenovci i navodi se da je u seoskoj općini Vrbanja "od 500 Cigana umakao samo jedan, a u Bošnjacima od 418 Cigana, umakao je također samo jedan Ciganin", kao i podatak da su u Drenovcima uhićeni svi romski stanovnici, bez navođenja broja uhićenih.[96] U jasenovačkom logoru istrijebljene su čitave romske zajednice iz sela sa područja kotara Županja.

- 2. lipnja 1942: Ubojstvo 118 srpskih civila u selu Gornje Primišlje (kotar Slunj), pretežno žena i djece. Mnoge žrtve su spaljene. Zločin je izvršen u selu Gornje Primišlje. Među ubijenima bilo je 34 djece. Kao žrtve fašističkog terora tijekom rata stradalo je 226 stanovnika Gornjeg Primišlja, pri čemu su većinu žrtava ubili ustaše. Objavljeni su poimenični podaci o stradalom stanovništvu.[97]

- 2. lipnja 1942: Ubojstvo 133 srpska stanovnika u selu Tobolić (kotar Slunj), pretežno žena i djece. Zločin je izvršen u selu Tobolić. Među ubijenima bilo je 51 dijete. U Toboliću je 2. lipnja 1942. ubijeno i 10 stanovnika sela Tržić. Kao žrtve fašističkog terora tijekom rata stradalo je 192 stanovnika Gornjeg Primišlja, pri čemu su većinu žrtava ubili ustaše. Objavljeni su poimenični podaci o stradalom stanovništvu.[98]

- 6.-7. lipnja 1942: Transport 24 osobe iz Banja Luke u logor Jasenovac. Među uhićenicima bilo je 15 osoba bošnjačke, 6 srpske i 4 hrvatske nacionalnosti. Objavljeni su poimenični podaci o uhićenicima.[99]

- 8. lipnja 1942: U selu Šarampovo pokraj Čazme oružništvo NDH uhvatilo 3 partizana bez oružja i 8 "seljaka jataka". U izvoru se ne navodi daljnja sudbina ovih ljudi.[100]

- 9. lipnja 1942: U selu Narta pokraj Bjelovara ubijena 3 stanovnika od strane oružništva NDH, zbog crtanja komunističkih simbola na lokalnoj crkvi.[100]

- 9.-10. lipnja 1942: Uhićenje 36 romskih stanovnika sela Šeketino Brdo, 13 romskih stanovnika sela Donje Prilišće, 12 romskih stanovnika sela Donje Stativepokraj Duge Rese. Svi su deportirani u logor Jasenovac gdje su ubijeni.

- 9-15. lipnja 1942: Ustaše iz sela Zrin (kotar Dvor na Uni), tijekom ustaško-domobranske i njemačke ofenzive na slobodni teritorij Banije, izvršili su upade u okolna srpska naselja: Rogulje, Šegestin, Gornja Oraovica, Donja Oraovica, Šakanlije, Šamarička Draga, Šamarički Brđani, Švrakarica, Grabovica, Gorička. U ovim selima ubijena su ukupno 23 stanovnika koji se nisu uspjeli povući u zbjeg na Šamarici.[101]

- 10. lipnja 1942: U selu Gakovo pokraj Grubišnog Polja ubijena 2 stanovnika od strane oružništva NDH, "radi sumnje komunizma".[100]

- 12. lipnja 1942: U Zagrebu strijeljano 12 komunista, među kojima je 11 bilo hrvatske, a 1 srpske nacionalnosti. Objavljena su imena stradalih.[102]

- 13. lipnja 1942: Uhićenje 22 lica romske nacionalnosti u selu Bijela Stijena između Okučana i Pakraca. Uhićenje je izvršila ustaška bojna Vjekoslava Luburića. Uhićene su čitave obitelji koje su zatim deportirane u logor Jasenovac, gdje su svi ubijeni.[103]

- 15. lipnja - 5. srpnja 1942: U prvoj polovici lipnja1942. započeto je rasformiranje logora Đakovo. Prvi transport zatočenika upućen je u logor Jasenovac 15. lipnja 1942., a posljednji 5. srpnja 1942. Procjenjuje se da je u transportima bilo oko 2.800 Židovki sa djecom i oko 280 Srpkinja sa djecom. Kako se ističe u literaturi, "neposredno po dolasku u Jasenovac svi su pobijeni".[104]

- 15. lipnja 1942: Likvidacija 32 osobe srpske nacionalnosti u Dvoru na Uni. Riječ je o osobama uhvaćenim na području kotara Dvor na Uni tijekom ustaško-domobranske i njemačke ofenzive na slobodnom teritoriju Banije, 9.-15. lipnja 1942.[105]

- 15. lipnja 1942: Pripadnici NDH oružništva iz Trnova priveli u ustaški zatvor u Sarajevu 35 pripadnika NOVJ-a i NOP-a koje su uhvatili Talijani u okolici Kalinovika. U dokumentu se ne navodi daljnja sudbina ovih osoba.[106]

- sredina lipnja 1942: Kolektivna deportacija romskih stanovnika iz pojedinih naselja kotara Virovitica u logor Jasenovac. Iz Suhopolja je deportirano oko 100 osoba, iz Borove 15, iz Pčelića 30, iz Pepelana 20, iz Gradine 18, iz Bačevca 36, iz Detkovca 150, iz Pivnice 22, iz Cabune 56, iz Trnave 8, iz Budanice 41, iz Žubrice 16, iz Naudovca 21, iz Orešca 20, iz Jasika i iz Novog Gaćišta 13, iz Budakovca 88, iz Gaćišta 31. Svi su stradali u logoru. Prema podacima Spomen područja Jasenovac i podacima iz znanstvene literature, poimeničan broj stradalih Roma u logoru Jasenovac sa područja kotara Virovitica iznosi 675 osoba. Ovo nije konačan broj.[107]

- 18. lipnja 1942: Uhićenje 14 romskih stanovnika sela Mračin, 26 romskih stanovnika sela Skupica, 23 romska stanovnika sela Zagradci, 5 romskih stanovnika sela Vukova Gorica pokraj Duge Rese. Uhićenici su sprovedeni u logor Jasenovac gdje su svi ubijeni tijekom 1942. Objavljena su imena stradalih.[108]

- kraj lipnja 1942: Prema podacima ustaškog redarstva iz Banja Luke, sa područja između Prijedora i Banja Luke, u drugoj polovici srpnja 1942. u ustaške logore deportirano je 147 lica srpske i bošnjačke nacionalnosti. Bošnjaci: 42 iz Kamičana, 19 iz Kevljana, 6 iz Kozarca. Srpski zarobljenici (ukupno: 80) bili su iz sela: Lamovita, Verići, Omarska, Babići, Ivanjska, Bistrica, Balte.[109]

## Srpanj 1942.
- 4.-5. srpnja 1942: Ubojstvo 40 partizanskih ranjenika pod Prosijom na Kozari, u vrijeme fašističkog napada na slobodni teritorij Kozare. Zločin su počinili pripadnici oružanih snaga NDH iz 3. gorskog zdruga pod zapovjedništvom pukovnika Mate Rupčića. Ovo nije jedini primjer zločina oružanih snaga NDH u danima fašističke operacije na Kozari. Njemačke i ustaške snage su također odgovorne za masakriranje nekoliko desetina ranjenika na području Široke Luke na Kozari. U zločinu nad ranjenicima na području Jugovića Brda i Mlječanice, sudjelovali su pripadnici ustaško-domobranske bojne "Šimić", pod zapovjedništvom potpukovnika Rudolfa Šimića i bojne "Šnur" pod zapovjedništvom potpukovnika Ivana Šnura.[110]

- 5.-15. srpnja 1942: Njemačke i ustaško-domobranske snage deportirale su u logore oko 68.500 stanovnika kotareva Bosanska Dubica, Bosanska Gradiška, Bosanski Novi, Prijedor i Banja Luka tijekom ofenzive na slobodni teritorij Kozare. Procjenjuje se da su gubici NOVJ-a i civilnog stanovništva u vrijeme ofenzive na Kozaru iznosili oko 10.000 ljudi. Većina uhvaćenih stanovnika Kozare i Potkozarja, deportiranih u logore u ljeto 1942., nije preživjela rat. Među stradalima najviše je bilo žena i djece.[111]

- 12. srpnja 1942: Osnutak dječjeg logora Jastrebarsko. Logor je osnovan prema odluci poglavnika Nezavisne Države Hrvatske Ante Pavelića. U logoru je prema podacima Zemaljske komisije za utvrđivanje zločina okupatora i njihovih pomagača NR Hrvatske bilo zatočeno 3.336 djece, uglavnom podrijetlom sa područja Kozare i Korduna. Prema istim podacima, u logoru je do kraja listopada 1942. umrlo najmanje 449 djece. Prema podacima Dragoja Lukića, u logoru je umrlo 768 djece. Partizani su 28. kolovoza 1942. iz logora oslobodili nekoliko stotina djece (najčešće se spominje broj 727 oslobođene djece). Oslobođena djeca su potom našla utočište na Kordunu. Većina druge djece logoraša, koji zbog bolesti i iznemoglosti nisu mogli napustiti područje Jastrebarskog i prijeći na Kordun, nakon boravka u logoru, još tijekom rata, zbrinuta su u hrvatskim obiteljima.[112]

- 12. srpnja 1942: Deportacija 112 lica sa područja Banja Luke u logor Stara Gradiška. Objavljeni su poimenični podaci o deportiranima među kojima je bilo osoba srpske, bošnjačke i hrvatske nacionalnosti.[113]

- 14. srpnja 1942: Deportacija 17 lica različitih nacionalnosti iz ustaškog zatvora u Banja Luci u logor Jasenovac. Među deportiranima bilo je osoba bošnjačke, srpske, slovenske i hrvatske nacionalnosti.[114]

- 15.-20. srpnja 1942: U dva navrata, 15. srpnja i 20. srpnja 1942., ustaše su u Mudrić Selu pokraj Slunja ubili 12 mještana. Mudrić Selo je imalo ukupno 35 žrtava fašističkog terora tijekom rata. Objavljeni su poimenični podaci o stradalima.[115]

- 18. srpnja 1942: Ubojstvo 262 stanovnika sela Kordunski Ljeskovac pokraj Rakovice (kotar Slunj). Većina ubijenih bili su žene i djeca. Najveći broj stradalih mještana ubijen je u Klisi pokraj Kordunskog Ljeskovca. Zločin su izvršili ustaše sa područja Slunja i Cazinske krajine. Uskoro su uslijedila dva nova pokolja nad stanovništvom Kordunskog Ljeskovca, najprije 21. srpnja, a zatim 31. srpnja 1942., kada je ubijeno nekoliko desetina seljana. Selo je tijekom rata imalo ukupno 420 žrtava fašističkog terora, pri čemu su ogromnu većinu mještana ubili ustaše. Objavljeni su poimenični podaci o stradalima.[116] Prilikom napada ustaša na Kordunski Ljeskovac stradao je i određeni broj odbjeglog srpskog stanovništva sa područja Cazinske krajine (Crnaja, Rujnica, Bugar). Veća stradanja spriječena su zahvaljujući otporu 4. bataljuna Drugog kordunaškog partizanskog odreda.[117]

- 18. srpnja 1942: Ubojstvo 67 stanovnika sela Mašvina pokraj Rakovice (kotar Slunj). Većina ubijenih bili su žene i djeca. Toga dana u Mašvini ustaše su ubili i veći broj stanovnika sela Basara i Koranski Lug. Selo Mašvina je tijekom rata imalo 86 žrtava fašističkog terora. Objavljeni su poimenični podaci o stradalima.[118]

- 18. srpnja 1942: Ubojstvo 20 stanovnika sela Basara pokraj Rakovice (kotar Slunj). Zločin se dogodio u selima Mašvina i Basara. Među ubijenima bilo je 14 djece. Objavljeni su poimenični podaci o stradalima.[119]

- 18. srpnja 1942: Ubojstvo 13 stanovnika sela Koranski Lug pokraj Rakovice (kotar Slunj). Među ubijenima bilo je četvoro djece. Objavljeni su poimenični podaci o stradalima.[120]

- 18.-21. srpnja 1942: Ubojstvo 11 stanovnika sela Jamarje pokraj Rakovice (kotar Slunj). Većina žrtava ubijena je u selu. Objavljeni su poimenični podaci o stradalima.[121]

- 18.-31. srpnja 1942: Ubojstvo 101 stanovnika sela Nova Kršlja pokraj Slunja. Većina ubijenih bili su žene i djeca. Jedan dio žrtava ubijen je 18. srpnja u Novoj Kršlji (ukupno: 33), drugi, najveći, dio 23. srpnja u Rakovici (ukupno: 48), treći, najmanji, dio u Oštarijskim Stanovima (ukupno: 5), a četvrti dio u Sadilovcu 31. srpnja 1942. (ukupno: 15), gdje je stradao zajedno sa stanovništvom Sadilovca. Ogromna većina žrtava usmrćena je klanjem ili spaljivanjem. Nedugo zatim, 15. kolovoza 1942., u selu Grabovac ubijeno je 27 stanovnika Nove Kršlje, zajedno sa mnogim stanovnicima Grabovca. Nova Kršlja je imala 165 žrtava fašističkog terora tijekom Drugog svjetskog rata. Objavljeni su poimenični podaci o stradalima.[122]

- 21. srpnja 1942: Ubistvo 10 stanovnika sela Močila pokraj Slunja. Selo je tokom rata imalo 60 žrtava fašističkog terora. Većinu stradalih pobile su ustaše. Objavljeni su poimenični podaci o stradalima.[121]

- 22. srpnja 1942: Deportacija 111 Židova iz Virovitice u logor Tenja pokraj Osijeka, odakle su u kolovozu 1942. deportirani u logor Auschwitz.[123]

- 24. srpnja 1942: Ustaško redarstvo iz Sarajeva uputilo 146 "nepoćudnih osoba" u logore Jasenovac i Stara Gradiška. U policijskom izvoru se ne navodi politička i etnička struktura deportiranih.[124]

- 25. srpnja 1942: Uhićenje 23 stanovnika sela Guber i Komorani, pokraj Livna, od strane livanjskih ustaša. Među uhićenima bilo je 14 Hrvata i 9 Bošnjaka (21 muškarac i 2 žene). Uhićene osobe su dijelom pobijene, a dijelom deportirane u logore.[125]

- 26. srpnja 1942: Uhićenje 23 osobe srpske nacionalnosti, članova partizanskih obitelji, u Putincima pokraj Rume, u Srijemu. Među uhićenicima bilo je 13 žena. Sva lica deportirana su u logor Jasenovac. Rat je preživjelo 8 uhićenih osoba iz Putinaca. Objavljena su imena stradalih.[126]

- 27. srpnja 1942: Uhićenje 55 muškaraca srpske nacionalnosti, simpatizera NOP-a, u Pećincima pokraj Rume, u Srijemu. Ove osobe su jednim dijelom (23 osobe) strijeljane u Rumi 14. kolovoza, a drugim dijelom (22 osobe) u Srijemskoj Mitrovici, također tijekom kolovoza 1942. Objavljena su imena stradalih.[127]

- 28. srpnja 1942: Uhićenje 14 muškaraca srpske nacionalnosti u Dobrincima pokraj Rume, u Srijemu. Ove osobe su strijeljane tijekom kolovoza 1942. u Srijemskoj Mitrovici. Objavljena su imena stradalih.[128]

- 28. srpnja 1942: Deportacija 170 osoba židovske nacionalnosti iz Banje Luke u ustaške logore.[129] Prema izvoru ustaškog redarstva iz Banje Luke, ovaj broj bio je još veći. U ovom izvoru spominju se poimenice 61 muškarac i 101 žena židovskog podrijetla iz Banje Luke koji su transportirani u Jasenovac, ali se ne navodi broj njihove djece koja su također transportirana sa roditeljima u logore.[130]

- 28.-29. srpnja 1942: Masovna uhićenja srpskog seoskog stanovništva u selima kotara Nova Gradiška: Okučani, Bodegraje, Dubovac, Kosovac, od strane ustaša iz logora Stara Gradiška. Radno sposobne muškarce i žene ubrzo nakon dolaska u logor odvojila je njemačka komisija i transportirani u njemačke radne logore. Starije stanovništvo su ubili ustaše, dok su djeca izolirana u dječjem logoru u Sisku. Poznata su imena 80 stanovnika Dubovca i 60 stanovnika Okučana stradalih u ustaškim logorima. [103]

- 29. srpnja 1942: Uhićenje 6 pripadnika NOP-a u Novim Karlovcima pokraj Inđije u Srijemu. Uskoro je u selu uhićeno 16 osoba osumnjičenih za pomaganje NOP-u. Ova osobe su strijeljane tijekom ljeta 1942. Najodgovorniji za uhićenja bio je Stjepan Blažeković, šef ustaške policije u Srijemu. Objavljeni su poimenični podaci o stradalima.[131]

- 29. srpnja 1942: Uhićenje simpatizera NOP-a u selu Buđanovci pokraj Rume, od strane ustaša. Toga dana uhićeno je 11 osoba (10 muškaraca i jedna žena). Prethodno, 27. srpnja, ustaše su uhitili 2 stanovnika ovog sela. Sedmorica uhićenih muškaraca su strijeljani 6. kolovoza 1942. u blizini Rume, a trojica su osuđena na 10 godina robije. Početkom kolovoza ustaše su u Buđanovcima uhitili 15 muškaraca i žena. Svi su otjerani u privremeni logor u Rumi, odakle je jedna osoba puštena, a ostali su otjerani u logor Jasenovac. Rat je preživjelo samo 4 uhićenika.[132]

- 31. srpnja 1942: Stradanje stanovnika srpskih sela iz kotara Slunj i Cazinske krajine u selu Sadilovac pokraj Slunja. Toga dana ubijen je 361 stanovnik sela Sadilovac, kao i 15 stanovnika sela Nova Kršlja pokraj Slunja, a također i 71 stanovnik sela Bugar (kotar Bihać) i 6 stanovnika sela Crnaja (kotar Cazin). Iz Bugara i Crnaje, među žrtvama, bilo je 45 djece. Također, među stanovništvom Sadilovca i Nove Kršlje, većina ubijenih bili su žene i djeca. Većinu žrtava su spalili ustaše u lokalnoj pravoslavnoj crkvi. Nedugo zatim, 15. kolovoza 1942., ustaše su ubili 19 stanovnika Sadilovca u okolnim mjestima. Ustaše su tijekom rata ubili ukupno 385 stanovnika Sadilovca. Objavljeni su poimenični podaci o stradalima.[133][134]

- 31. srpnja 1942: Oblasno zapovjedništvo Gestapoa za Slavoniju i Srijem, uz pomoć njemačkih vojnika, izvršilo je masovno uhićenje stanovnika srijemskog sela Jazak pokraj Iriga, pod izgovorom da seljaci Jaska pomažu partizane. Prema postojećim podacima toga dana uhićeno je 154 muškarca i 11 žena. Objavljeni su podaci sa imenima 45 uhićenih stanovnika Jaska. Uhićenici su deportirani u privremeni logor u Rumi gdje su mučeni prilikom istrage. Nakon tri tjedna oko 40 stanovnika Jaska je pušteno iz logora, dok su ostale strijeljali ustaše tijekom kolovoza 1942. u Srijemskoj Mitrovici.[135]

## Kolovoz 1942.
- 11. kolovoza 1942: Vlasti NDH naredile su da se svo srpsko stanovništvo Velikog Nabrđa te susjednih srpskih sela Paučja, Borovika i Čenkova protjera te sprovede u Đakovo, odakle su stočnim vagonima odvedeni u logore Jasenovac i Stara Gradiška.[136]

## Rujan 1942.
- 1. rujna 1942: Kolektivna deportacija stanovnika sela Benkovac Okučanski i Cage (kotar Nova Gradiška) u fašističke logore. Sela su spaljena i opljačkana, a stanovništvo deportirano u Staru Gradišku. Sedmoro stanovnika Caga je strijeljano na licu mjesta. Nakon nekoliko dana, odrasle i radno sposobne muškarace Nijemci su odvojili u Staroj Gradiški i transportirali ih u radne logore u Njemačkoj. Stariji stanovnici su pobijeni u okolici Stare Gradiške, a djeca su transportirana u Dječji logor Sisak, gdje su mnoga pomrla, dok je dio žena pobijen u logoru Stara Gradiška, a ostatak je također transportiran u Njemačku. U logorima Jasenovac i Stara Gradiška stradalo je 67 stanovnika Benkovca i 47 stanovnika Caga.[137]

- 1. rujna 1942: Uhićenja dijela preostalih Srba u Novoj Gradiški, oba spola. Uhićeno je najmanje 76 osoba koje su zatim transportirane u Staru Gradišku, a kasnije u Jasenovac, gdje ih je većina ubijena (preživjelo je samo 9 osoba).[138]

- početak rujna 1942: Kolektivna deportacija stanovnika romskog sela Kapetanovo Selo, u blizini Suhopolja (kotar Virovitica) u logor Jasenovac. Rat je preživjelo samo troje ljudi iz naselja. Procjenjuje se da je u Jasenovcu ubijeno preko 100 romskih stanovnika ovog sela.[139]

- 3. rujna 1942: Ubojstvo 16 srpskih stanovnika Drežnik Grada pokraj Slunja. Zločin su počinili ustaše iz Drežnika. Objavljeni su poimenični podaci o žrtvama.[140]

- 3. rujna 1942: Uhićenje 15 Židova u Cazinu. Riječ je o cazinskim i protjeranim bihaćkim Židovima. Prethodnog dana, prilikom partizanskog upada u Cazin, sa partizanima je krenulo 7 lokalnih Židova i na taj način izbjeglo smrt od ustaške ruke. Uhićene Židove ustaše su sproveli u vojni logor u Žegaru, pokraj Bihaća i zatim su ih pobili. Ustaše su poštedjeli obitelj dr. Izidora Levija. Ovu obitelj sa ukupno 6 članova oslobodili su partizani prilikom oslobođenja Cazina, 6. studenog 1942., kada su preostali cazinski Židovi krenuli sa partizanima. Objavljeni su podaci o stradalima.[141]

- 3. rujna 1942: Strijeljanje 12 stanovnika Kupinova u Srijemskoj Mitrovici. Stanovnici Kupinova su uhićeni krajem kolovoza 1942.[142]

- 3.-4. rujna 1942: Uhićenje stanovnika Iloka. Uhićenje je sproveo Ivan Vrkljan, zamjenik Viktora Tomića. Uhićeno je oko 50 osoba, pretežno srpske nacionalnosti. Među uhićenicima bilo je i desetak osoba hrvatske nacionalnosti. Uhićeni su 4. rujna deportirani u zatvor u Srijemskoj Mitrovici i sljedećih dana su bili postrijeljani.[143]

- 7.-8. rujna 1942: Masovno uhićenje srpskih i romskih stanovnika srijemskog sela Višnjićevo (tada: Grk), u kontekstu "Akcije Viktor Tomić". Uhićivanja su izvršili domobrani i ustaše. Objavljeni su poimenični podaci o 354 stradala stanovnika Višnjićeva, a koji su uhićeni tijekom rujna 1942. godine. Među stradalima bilo je 132 osobe romske nacionalnosti, među kojima je bio velik broj žena i djece. Za višnjićevačke Rome se navodi da su stradali u logorima Jasenovac i Stara Gradiška, a za stradale lokalne Srbe navodi se da su strijeljani u Srijemskoj Mitrovici ili su stradali u Jasenovcu. Objavljeni su poimenični podaci o stradalima.[144]

- 8. rujna 1942: Masovno uhićenje srpskih i romskih stanovnika srijemskog sela Jamena, u kontekstu "Akcije Viktor Tomić". Uhićenje su izvršili domobrani i ustaše. Slično uhićenje izvršeno je 17. rujna. Objavljeni su poimenični podaci o 284 uhićena srpska stanovnika Jamene, među kojima je bio velik broj žena, i podaci o 115 romskih uhićenih stanovnika ovog mjesta, među kojima su većina bili žene i djeca. Prema ovim podacima, među uhićenim Romima bilo je 40 djece. Jamenački Romi su svi pobijeni u logoru Jasenovac.[145]

- 8.-9. rujna 1942: Uhićenje 38 stanovnika Petrovaradina. Većina uhićenih bila je srpskog porijekla, a među uhićenicima bilo je nekoliko osoba hrvatskog i njemačkog podrijetla. Uhićenici su deportirani u Srijemsku Mitrovicu, a zatim u logor Jasenovac, odakle su pušteni tijekom 1942. godine. U logoru je stradala jedna žena iz Petrovaradina. Pretpostavlja se da su za zatočene sugrađane intervenirali lokalni Hrvati koji su se nalazili u strukturama vlasti u Petrovaradinu.[146]

- 9. rujna 1942: Strijeljanje 43 osobe pretežno srpske nacionalnosti u Srijemskoj Mitrovici. Toga dana u Mitrovici je strijeljano 28 stanovnika Zemuna, 4 Laćarka, 3 iz Novih Karlovaca, 2 iz Vojke, 2 Vizića, 1 Čortanovaca, 1 iz Stejanovaca i 1 lice čije mjesto prebivanja nije navedeno. Likvidacijom je rukovodio Viktor Tomić. Objavljeni su podaci o stradalima.[147]

- 9. rujna 1942: Uhićenje 30 srpskih muškaraca u selu Adaševci pokraj Šida, u okviru "Akcije Viktor Tomić". Nakon nekoliko dana u selu su uhićene 4 žene. Pretpostavlja se da su uhićenici strijeljani u Srijemskoj Mitrovici. Objavljeni su poimenični podaci o uhićenim osobama.[148]

- 9.-10. rujna 1942: Masovno uhićenje srpskih muškaraca u Srijemskim Karlovcima, u okviru "Akcije Viktor Tomić". Uhićeno je oko 500 osoba koje su potom deportirane u Srijemsku Mitrovicu, a odatle u logor Jasenovac, odakle je najveći broj Karlovčana pušten kućama. Međutim, 20 Karlovčana ubijeno je u Jasenovcu. Objavljeni su popisi uhićenih i stradalih Karlovčana.[149]

- 10. rujna 1942: Uhićenje 42 stanovnika srijemskog sela Krčedin pokraj Inđije. Uhićenici su bili sprovedeni u Srijemsku Mitrovicu, gdje su ustaše izdvojili 6 očeva čiji sinovi su bili u partizanima i 6 aktivnih pripadnika NOP-a. Oni su strijeljani u Mitrovici tijekom narednih dana. Ostatak Krčedinaca deportiran je u logor Jasenovac, odakle su pušteni nakon kraćeg razdoblja. Objavljena su imena stradalih i uhićenih stanovnika Krčedina.[150]

- 11. rujna 1942: Deportacija 4 komunista bošnjačke nacionalnosti iz Bihaća u logor Jasenovac, od kojih su dvojica ubijeni u ovom logoru. Objavljena su imena stradalih.[151]

- 15. rujna 1942: Stradanje srpskog stanovništva kotara Slunj. Ustaše su u Cetingradu 15. rujna 1942. ubile 38 stanovnika Podcetina, 22 stanovnika Delić Poljane, 22 stanovnika Kuka, 34 stanovnika Komesarca, 8 stanovnika Srednjeg Sela. Većina ubijenih bili su žene i djeca. Među ubijenima bilo je 18 djece iz Podcetina, 8 iz Delić Poljane, 13 iz Kuka, 19 iz Komesarca, 5 iz Srednjeg Sela. Objavljeni su poimenični podaci o stradalima.[152]

- 19.-29. rujna 1942: Ustaški pokolj nad stanovništvom sela Jošan pokraj Udbine, dogodio se u drugoj polovici rujna 1942. godine. Prema podacima povjesničara Gojka Vezmara, ustaše su u ovom selu 28. rujna 1942. ubili 211 osobe, mahom žena, djece i staraca, dok je selo spaljeno. Objavljen je dio poimeničnih podataka o stradalima.[153] Prema podacima povjesničara Đure Zatezala, pokolj u selu Jošan imao je dvije etape. Najprije su 19. rujna 1942. ustaše ubili klanjem i spaljivanjem 289 žitelja sela Jošan. Zatim su 29. rujna ubili još 49 stanovnika, što ukupno čini 338 žrtava.[154]

- 26. rujna 1942: Strijeljanje 5 članova i simpatizera KPJ/KPH, građana Zagreba hrvatske nacionalnosti, u Zagrebu. Moguće je da je strijeljanje izvršeno i nešto ranije. Objavljena su imena stradalih.[155]

## Listopad 1942.
- 11. listopada 1942: Pokolj u Kukunjevcu, selu između Novske i Lipika, u Slavoniji. Toga dana ustaše su pobili oko 650 lokalnih srpskih stanovnika, 30 slovenskih prognanika koje su Nijemci protjerali iz Slovenije 1941., kao i oko 120 stanovnika Potkozarja koji su u ljeto 1942. deportirani u logore, a zatim jednim dijelom u srpska sela u Slavoniji.[34]

- 12. listopada 1942: Kolektivno uhićenje i deportacija stanovnika sela Crkveni Bok, Strmen i Ivanjski Bok, pokraj Sunje, na Baniji, bez obzira na starost i spol, u logor Jasenovac, koje su izvršili jasenovački ustaše pod rukovodstvom Ljube Miloša. U logor je deportirano oko 1.000 ljudi. Tijekom hvatanja i deportacije stanovništva ova tri sela, ustaše su ubili 29 osobe na licu mjesta. Žitelji Crkvenog Boka, Ivanjskog Boka i Strmena pušteni su iz logora na intervenciju vojnog predstavnika Trećeg reicha u Zagrebu, Glaise von Horstenaua, jer su stanovnici ova tri sela imali obavezu snabdijevanja njemačke vojske namirnicama. Ustaše su mnogo puta upadali u ova sela i nakon povratka stanovnika iz logora. Uvijek bi ovi upadi rezultirali smrću najmanje jedne osobe. Ovo je za posljedicu imalo odlaske odraslih muškaraca u partizane. Najveće stradanje zabilježeno je 1944. godine. Ustaše iz Jasenovca, prema objavljenim podacima, ubili su 716 mještana Crkvenog Boka, Ivanjskog Boka i Strmena, dok je u partizanima poginulo 103 stanovnika.[156][157]

## Studeni 1942.
- 4. studenog 1942: Ustaško redarstvo iz Banja Luke uputilo u logor Jasenovac veći broj osoba pretežno srpske nacionalnosti sa područja kotara Bosanska Gradiška. U propratnom izvještaju navode se imena 51 lica. Postoje indicije da je 7 lica oslobođeno i da možda nisu upućeni u logor. Deportirci su poticali iz sljedećih naselja: Bosanska Gradiška, Laminci, Bok Jankovac, Mašići, Romanovci, Kočićevo, Turjak, Rogolji, Berek, Elezagići, Dubrave.[158]

- 9. studenog 1942: Strijeljanje 2 komunistkinje, stanovnice Zagreba hrvatske nacionalnosti, u Zagrebu.[159]

## Prosinac 1942.
- 3. prosinca 1942: Ustaški pokolj nad stanovništvom sela Visuć pokraj Udbine u Lici. Toga dana ustaše su u ovom selu ubili 85 lica, uključujući i 17 stanovnika sela Jošan koji su se sklonili u Visuć nakon pokolja u njihovom selu i spaljivanja njihovih kuća. Objavljeni su poimenični podaci o stradalima.[160][161]

- 14. prosinca 1942: Ubojstvo 26 stanovnika sela Komić pokraj Udbine. Objavljeni su poimenični podaci o stradalima. Početkom godine, 25. ožujka 1942., u Komiću je ubijeno 13 lokalnih stanovnika, bez obzira na starost i spol. Prethodne godine, 1. kolovoza  1941, ubijeno je 19 seoskih muškaraca.[162]

## Povezano
- Ustaški zločini u Drugom svjetskom ratu
- Kronologija ustaških zločina 1941.
- Kronologija ustaških zločina 1943.
- Kronologija ustaških zločina 1944.
- Kronologija ustaških zločina 1945.
- Narodnooslobodilačka borba Jugoslavije